# Katiadi
Katiadi är ett underdistrikt i Bangladesh. Det ligger i den centrala delen av landet, 80 km nordost om huvudstaden Dhaka.
Trakten runt Katiadi består till största delen av jordbruksmark. Runt Katiadi är det mycket tätbefolkat, med 1 632 invånare per kvadratkilometer.